# John Fortescue (Schatzkanzler)

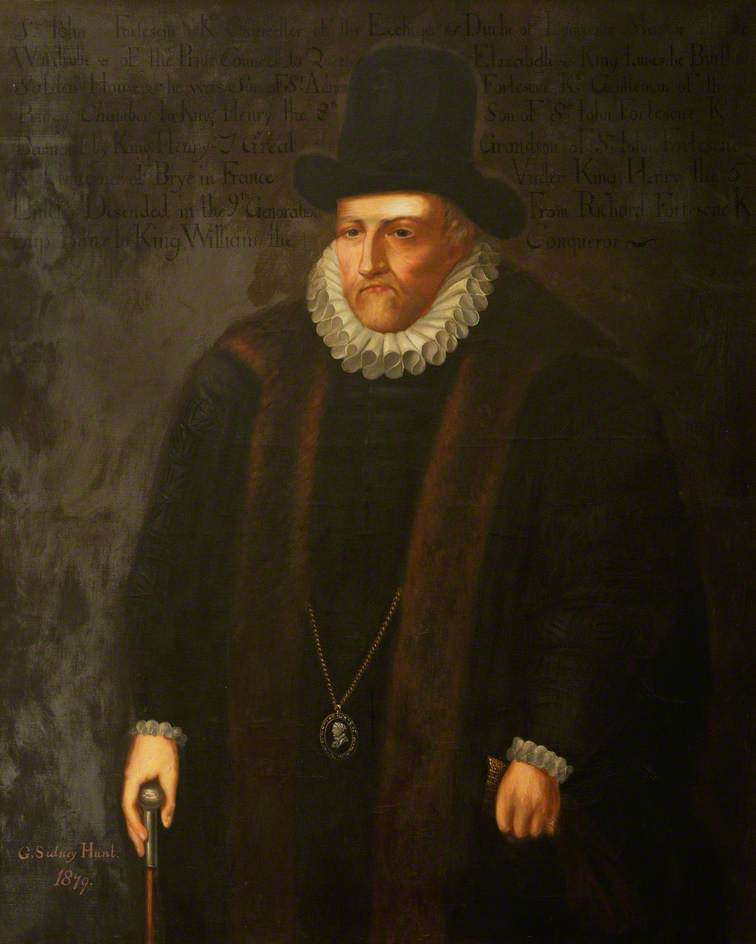
Sir John Fortescue

Sir John Fortescue of Salden (* zwischen 1531 und 1533; † 23. Dezember 1607) war ein englischer Parlamentarier und Inhaber verschiedener hoher Ämter, darunter das des Schatzkanzlers (Chancellor of the Exchequer). Er wurde acht Mal ins House of Commons gewählt.

## Herkunft und frühe Jahre
John Fortescue wurde als ältester Sohn des 1539 hingerichteten Sir Adrian Fortescue geboren. Seine Mutter war Lady Anne Fortescue, zuvor mit Giles Greville verheiratet, sie heiratete 1540 nach dem Tod ihres zweiten Mannes Sir Thomas Parry. Fortescue erhielt seine schulische und universitäre Ausbildung in Oxford. Durch Parlamentsbeschluss 1551 wurde die gegen seinen Vater ausgesprochene Ächtung (Bill of Attainder) aufgehoben, eine sog. Restitution in blood, wodurch er sein Erbe, Grundbesitz in Oxfordshire antreten konnte. Fortescue war bekannt für seine Fähigkeiten in Latein und Griechisch und erteilte der damaligen Prinzessin Elisabeth, der späteren Königin Elisabeth I., ab 1555 Unterricht in diesen Fächern. Ein wichtiger Schritt für seine weitere Karriere war die Ernennung seines Stiefvaters Thomas Parry zum Comptroller of the Household nach der Thronbesteigung Elisabeths. Wahrscheinlich über diesen Kontakt als auch die Tatsache, dass seine Großmutter eine Großtante von Anne Boleyn war, erhielt er 1559 das Amt des Keeper of the Great Wardrobe, das er bis zu seinem Tod 48 Jahre innehatte. Fortescue war zweimal verheiratet, einmal ab 1556 mit Cecily Ashfield und nach deren Tod mit Alice Smythe. Aus der ersten Ehe hatte er vier Söhne und zwei Töchter, aus der zweiten nochmals eine Tochter.

## 1560 bis 1603
Fortescue wurde ab 1560 noch zum Ranger of Wychwood Forest ernannt. Für seine Tätigkeit als Keeper of the Great Wardrobe erhielt er ein Haus in London, das er bei seinen Aufenthalten am Hof bis zu seinem Lebensende nutzte. Zum ersten Mal in das Unterhaus gewählt wurde er 1572 für Wallingford. Seine Ernennung zum Chancellor of the Exchequer und gleichzeitige Berufung in das Privy Council erfolgte 1589. Das Amt des Schatzkanzlers behielt er bis 1603, es war mit hohem Einkommen verbunden, wodurch Fortescue noch mehrere Häuser und Grundbesitz erwerben konnte. Auch von der Königin wurden ihm weitere Liegenschaften geschenkt. Alleine der Bau von Salden House, bei Mursley in Buckinghamshire, kostete ihn die damals erhebliche Summe von 33.000 Pfund, es wird berichtet, dass er etwa 60 bis 70 Bedienstete beschäftigte. Fortescue war in eine kleinere Affäre verstrickt: es ging seinem Gegner, Arthur Grey, 14. Baron Grey de Wilton, um das Zutrittsrecht zu Fortescues Besitzungen in Salden in seiner Eigenschaft als Keeper of Whaddon Chase bezüglich der königlichen Hirsche. Die Auseinandersetzungen gipfelten, als Fortescue den Vorgang in der Privy Chamber zur Sprache brachte. Als Reaktion darauf schlug Grey ihn in Temple Bar vom Pferd, was ihn für Jahre in königliche Ungnade fallen ließ. Während Fortescues Tätigkeiten im Parlament minimal waren, obwohl er zeit seines Lebens Mitglied des Unterhauses war, war er für verschiedene Kommissionen tätig. Im September 1592 wurde er zum Knight Bachelor geschlagen. Fortescue vermied, so gut es ging, die langen Auseinandersetzungen zwischen Robert Devereux, 2. Earl of Essex und Robert Cecil, 1. Earl of Salisbury. Seine Haltung bei Essex’ versuchtem Staatsstreich im Februar 1601 scheint nicht ganz geklärt zu sein, obwohl er einen eigenen Verwandten festnehmen ließ. Im November 1601 erhielt er zusätzlich das Amt des Kanzlers des Herzogtums Lancaster, er hielt damit drei wichtige königliche Ämter gleichzeitig.

## Späte Jahre
Die Verhältnisse änderten sich für Fortescue mit dem Tod der Königin und der Thronbesteigung des Nachfolgers, König Jakob I. Dieser entzog ihm das Amt des Schatzkanzlers, bestätigte ihn allerdings als Keeper of the Great Wardrobe und als Kanzler von Lancashire. Fortescue war 1604 noch in die Vorgänge um die Buckingham election verwickelt, in der er zunächst Sir Francis Goodwin unterlag, in einer zweiten Wahl aber gewann. Die erste Wahl war von einem Gericht für ungültig erklärt worden, was das House of Commons nicht akzeptierte. In den folgenden Auseinandersetzungen unter königlicher Beteiligung wurde ein Kompromiss dahingehend gefunden, dass beide, Fortescue und Goodwin, Sitze im Unterhaus erhielten. Fortescue starb, ohne ein Testament zu hinterlassen, am 23. Dezember 1607. Es wurde in Mursley Church in Oxfordshire beerdigt. Sein Nachfolger als Kanzler des Herzogtums Lancashire wurde sein Halbbruder, Sir Thomas Parry.